# Fernando Guillén
Fernando Guillén Gallego (Barcelona, España, 29 de noviembre de 1931-Madrid, España, 17 de enero de 2013) fue un actor de cine, teatro, televisión y doblaje español.

## Biografía
Nació en Barcelona en 1931. Cursó el bachillerato en el instituto Cardenal Cisneros e inició estudios de Derecho en la Universidad de Madrid, participando en el Teatro Español Universitario, con el que puso en escena Tres sombreros de copa (1952) de Miguel Mihura y Escuadra hacia la muerte (1953), de Alfonso Sastre, junto a otros jóvenes talentos como Adolfo Marsillach, Agustín González y Juanjo Menéndez. Abandona luego la carrera para dedicarse plenamente a la interpretación. 
Su carrera artística comenzó en 1952. Actuó con las compañías de Fernando Fernán Gómez y de Conchita Montes. Después formó también compañía propia con su mujer, la actriz Gemma Cuervo, con la que contrajo matrimonio en 1960. Tuvieron tres hijos: Natalia, Fernando y Cayetana. En 2008, en el Teatro Calderón de Valladolid, donde interpretaba la obra El vals del adiós, anunció su retirada del teatro, a los 75 años de edad.
Además de teatro ha trabajado en televisión y cine, donde se inició en 1953 con Un día perdido, de José María Forqué. No obstante, fue en televisión donde consolidó su carrera como actor, debutando cuando empezaba en España, en 1958, con la adaptación de la obra Pesadilla, de William Irish, bajo las órdenes de Juan Guerrero Zamora. En el programa Estudio 1 de TVE representó numerosas obras, al igual que en el espacio Novela, junto con su mujer Gemma Cuervo (Levántate y lucha, Marie Curie o El fantasma de doña Juanita, entre otras). Fue un rostro habitual en las series de realizadores como Adolfo Marsillach, Alberto González Vergel o Pilar Miró. También su participación en la adaptación de la obra de José Zorrilla, Don Juan Tenorio, que se interpretó en cinco ocasiones en Estudio 1, siendo interpretado el papel de Don Juan por actores como Juan Diego y Carlos Larrañaga.
En televisión también destaca La saga de los Rius (1976), Los jinetes del alba (1990) o la serie de intriga de Telecinco, Motivos personales (2004), con Lydia Bosch y Concha Velasco.
En la década de 1970 intervino en dos radionovelas con el gran cuadro de actores de Radio Madrid, Los Miserables de Víctor Hugo y Resurrección de León Tolstói.
A mediados de los años 1960, hizo incursión en el doblaje. Participó en decenas de papeles doblando, entre Madrid y Barcelona, casi esporádicamente. Entre sus papeles en doblaje más conocidos, está: Omar Sharif en Hidalgo, Cliff Robertson en las películas de Spider-Man o Martin Landau en Delitos y faltas, entre otras.
En cine participó con regularidad a partir de los años 80 y 90, destacando Mujeres al borde de un ataque de nervios (1988) o Todo sobre mi madre (1998), ambas de Pedro Almodóvar. Además de Almodóvar, Guillén ha trabajado a las órdenes de José María Forqué, Eloy de la Iglesia, Pedro Lazaga, Fernando Fernán Gómez, Imanol Uribe y Gonzalo Suárez, entre otros.
Falleció el 17 de enero de 2013 en Madrid a los 80 años como consecuencia de una larga enfermedad.
Su pareja de sus últimos tiempos, Concepción Albalate, fallece dos meses después que él.

## Filmografía (selección)
- Un día perdido (1954)
- Las de Caín (1959)
- Búsqueme a esa chica (1964)
- La boda (1964)
- Una señora estupenda (1967)
- Pepa Doncel (1969)
- Vente a Alemania, Pepe (1971)
- La decente (1971)
- Un millón por tu historia (1979)
- Los últimos golpes del Torete (1980)
- El vicario de Olot (1981)
- El caso Almería (1983)
- Memorias del General Escobar (1984)
- El pico 2 (1984)
- La gran quiniela (1984)
- La estanquera de Vallecas (1986)
- La rusa (1987)
- Redondela (1987)
- La ley del deseo (1987)
- Adela (1987)
- Demasiado viejo para morir joven (1988)
- Mujeres al borde de un ataque de nervios (1988)
- Sabbath: la luna negra (1989)
- El mar y el tiempo (1989)
- La noche oscura (1989)
- Continental (1990)
- La telaraña (1990)
- La punyalada (1990)
- ¿Qué te juegas, Mari Pili? (1991)
- Don Juan en los infiernos (1991)
- Martes de Carnaval (1991)
- El amante bilingüe (1992)
- Tacones lejanos (1992)
- Tres palabras (1993)
- ¿Por qué lo llaman amor cuando quieren decir sexo? (1993)
- La fiebre del oro (1993)
- Acción mutante (1993)
- Tirano Banderas (1993)
- El aliento del diablo (1993)
- Sálvate si puedes (1994)
- La nave de los locos (1995)
- La leyenda de la doncella (1996)
- Más allá del jardín (1996)
- La herida luminosa (1997)
- El abuelo (1998)
- Todo sobre mi madre (1999)
- Sobreviviré (1999)
- You're the One (una historia de entonces) (2000)
- Año mariano (2000)
- Operación Fangio (2000)
- El florido pensil (2002)
- Palabras encadenadas (2003)
- Otros días vendrán (2005)
- Jo, el desconegut (2007)
- 14, Fabian Road (2008)
- Sangre de mayo (2008)
- A la deriva (2009)
- Fuga de cerebros (2009)
- Ventanas al mar (2010)

## Televisión
- Cuéntame cómo pasó 
  - Descansen en paz (14 de marzo de 2013)
- Plutón B.R.B. Nero  
  -  Mi tío  (14 de octubre de 2009)
- Los misterios de Laura  
  - El misterio de la escena del crimen (17 de agosto de 2009)
- Dos de mayo La libertad de una nación  
  - La soledad del héroe (1 de enero de 2008)
- Aída  
  -  Los servicios de Paz (14 de enero de 2007)
- Motivos personales (2005)
- Paraíso  
  - Una luz al final del túnel (21 de agosto de 2003)
- Hospital central (2002-2003)
- Inquilinos  (1997)
- Juntas pero no revueltas 
  - En un lecho de Rosa (26 de febrero de 1996)
  - Amor pasado por agua (1 de abril de 1996)
- A su servicio  
  - Madrecita del alma querida (1 de enero de 1995)
- Una gloria nacional  (1993)
- Historias del otro lado  
  - El que decide (8 de mayo de 1991)
- Los jinetes del alba (1990)
- Brigada central 
  - Flores "El Gitano" (3 de noviembre de 1989)
  - Vistas al mar (17 de noviembre de 1989)
- Delirios de amor  
  - Un instante en tu piel (7 de septiembre de 1989)
- Primera función  
  -  La decente  (9 de marzo de 1989)
- El mundo de Juan Lobón   
  -  14 de enero de 1989
- Pedro I el Cruel  
  -  9 de enero de 1989
- Recuerda cuándo  (1987)
- La huella del crimen 
  - El crimen del capitán Sánchez (10 de abril de 1985)
- Un encargo original
  -  El arte de mirar  (13 de agosto de 1983)
- La saga de los Rius (1977)
- Telecomedia  
  -  Comedia de boulevard  (14 de diciembre de 1974)
- Ficciones  
  -  Pesadilla  (28 de octubre de 1974)
- Noche de teatro  
  - La mordaza (26 de julio de 1974)
- Buenas noches, señores  
  -  Intermedio sentimental  (23 de junio de 1972)
- Obra completa  
  - Cuatro encuentros (10 de septiembre de 1971)
- Teatro de siempre  
  -  Clavijo  (18 de mayo de 1970)
- La risa española  
  - Una bomba llamada Abelardo (23 de mayo de 1969)
  -  Chiruca  (29 de agosto de 1969)
- Pequeño estudio  
  - Juego limpio (1 de enero de 1969)
- Detrás del telón (1968)
- Historias para no dormir  
  -  La pesadilla  (20 de octubre de 1967)
- Los encuentros  
  - El relevo (26 de agosto de 1967)
  - Un ladrón se jubila (30 de septiembre de 1967)
- La familia Colón
  - Sacrificio por chiripa (3 de febrero de 1967)
- Habitación 508  
  - Presentación (4 de octubre de 1966)
  - El caballo (11 de octubre de 1966)
  - El crimen (8 de noviembre de 1966)
- Estudio 1  
  - Más allá del horizonte (15 de junio de 1966)
  - El último mono (6 de julio de 1966)
  - El viaje infinito (31 de agosto de 1966)
  - El momento de tu vida (21 de septiembre de 1966)
  - Europa y el toro (19 de octubre de 1966)
  - Don Juan Tenorio (2 de noviembre de 1966)
  - Baile en capitanía (28 de diciembre de 1966)
  - El baúl de los disfraces (8 de febrero de 1967)
  - Dos mujeres a las nueve (15 de marzo de 1967)
  - Prohibido suicidarse en primavera (29 de marzo de 1967)
  - Las buenas personas (12 de abril de 1967)
  - La plaza de Berkeley (17 de mayo de 1967)
  - En Flandes se ha puesto el sol (19 de julio de 1967)
  - Vela de armas (26 de julio de 1967)
  -  Legítima defensa  (20 de septiembre de 1967)
  - La vida en un hilo (13 de septiembre de 1967)
  - El baúl de los disfraces (31 de agosto de 1968)
  - La señorita Julia (3 de marzo de 1970)
  - El mejor mozo de España (16 de abril de 1970)
  - Esta noche es la víspera (23 de abril de 1970)
  - El mejor alcalde, el rey (28 de mayo de 1970)
  - El árbol de los Linden (9 de julio de 1970)
  -  La Santa Hermandad  (16 de julio de 1970)
  - Otelo (7 de abril de 1972)
  - La loca de Chaillot (23 de junio de 1972)
  - La venganza de Don Mendo (29 de septiembre de 1972)
  - La malcasada (25 de mayo de 1973)
  - Don Juan Tenorio (2 de noviembre de 1973)
  - La vida en un hilo (28 de septiembre de 1973)
  - Mirando hacia atrás con ira (5 de marzo de 1974)
  - La viuda valenciana (28 de abril de 1975)
  - Historia de detectives (6 de septiembre de 1978)
  - Judith (10 de enero de 1979)
  - El dilema del doctor (16 de noviembre de 1980)
  - Yo estuve aquí antes (25 de enero de 2000)
  - El chalet de Madame Renard (28 de marzo de 2000)
- La pequeña comedia  
  - Esta noche en el campo (12 de febrero de 1966)
- Diego de Acevedo  
  - El 2 de mayo de 1808 (1 de enero de 1966)
  - La invasión (1 de enero de 1966)
- Sábado 64  
  -  La Piconera  (16 de enero de 1965)
- Gran teatro  
  - Don Juan Tenorio (27 de octubre de 1963)
- Novela  
  - Tres preguntas al destino (1 de octubre de 1963)
  - Dos mujeres (2 de diciembre de 1963)
  - Se fue el novio (15 de junio de 1964)
  -  Marianela  (16 de noviembre de 1965)
  -  Los hermanos Karamazov  (29 de noviembre de 1965)
  -  Lilí  (28 de febrero de 1966)
  - Levántate y lucha (26 de abril de 1966)
  - El último viaje de Ademis (28 de junio de 1966)
  -  Madame Curie  (1 de agosto de 1966)
  - Cebada para el señor (3 de julio de 1967)
  - La casa maldita (4 de septiembre de 1967)
  - El Cristo de la Vega (15 de junio de 1970)
  - De la piel del diablo (2 de julio de 1973)
- Teatro de familia  
  - La línea y el agujero (11 de septiembre de 1963)
- Primera fila  
  - Paño de lágrimas (14 de junio de 1963)
  - Las flores (30 de octubre de 1963)
  - Plaza de Oriente (18 de noviembre de 1964)
  - El canto de la cigarra (23 de diciembre de 1964)
- Estudio 3  
  - El soñador (1 de enero de 1963)

## Doblaje
- Spider-Man 3 (2007)
- Van Helsing (2004)
- Troya (2004)
- Spider-Man 2 (2004)
- Daredevil (2003)
- The Matrix Reloaded (2004)
- Spider-Man (2002)
- Divine Secrets of the Ya-Ya Sisterhood (2001)
- Charlotte Gray (2001)
- Amélie (2001)
- Crimes and Misdemeanors (1990)

## Teatro
| - Fuego inmortal (1949), de Luis Castillo - Tres sombreros de copa (1952), de Miguel Mihura - Más allá del horizonte (1952), de Eugene O'Neill - Todos los ángeles de Dios tienen alas (1952), de Eugene O'Neill - El caballero de Olmedo (1952), de Lope de Vega - El jugador (1953), de Ugo Betti - El momento de su vida (1953) de William Saroyan - La margarita (1953), de Armand Salacrou - Legitima defensa (1953), de Paolo Levi - Escuadra hacia la muerte (1953), de Alfonso Sastre - Una bomba llamada Abelardo (1953), de Alfonso Paso - La mordaza (1954), de Alfonso Sastre - ¡Blum! (1954), de Enrique Santos Discepolo y Julio Porter - El caso del señor vestido de violeta (1954), de Miguel Mihura - La otra orilla (1954), de José López Rubio - La torre sobre el gallinero (1954), de Vittorio Calvino - Adelita (1955), de Edgar Neville - El amor tiene su aquel (1955), de Carlos Llopis - La dama de las camelias (1955), de Alejandro Dumas - El ángel y el pistolero (1955), de A.B. Shiffrin - La vida privada de mamá (1956), de Víctor Ruiz Iriarte - La guerra empieza en Cuba (1956), de Víctor Ruiz Iriarte - Esposa en vacaciones (1956), de Luis Tejedor y José Alfayate - El enemigo (1956), de Julien Green - Los mosquitos (1956), de Serafin Alvarez Quintero y Joaquin Alvarez Quintero. - Proceso de Jesús (1956) de Diego Fabbri - Mi mujer me gusta más (1956), de Luis Tejedor y José Alfayate - La galera (1957), de Emilio Hernández Pino - Réquiem por una mujer (1957), de William Faulkner - Enrique IV (1958), de Luigi Pirandello - La Celestina (1958), de Fernando de Rojas - El alcalde de Zalamea (1958), de Pedro Calderon de la Barca - Otelo (1958), de William Shakespeare - Edipo (1958), de Sofocles - Un soñador para un pueblo (1958), de Antonio Buero Vallejo - Medea (1958), de Eurípides - La Orestiada (1959), de Esquilo - La muerte de un viajante (1959), de Arthur Miller - Las Meninas (1960), de Antonio Buero Vallejo - Don Juan Tenorio (1960), de José Zorrilla - El avaro (1960), de Molière - La alondra (1960), de Jean Anouilh - La casa de té de la luna de agosto (1960), de John Patrick - El cerco de Numancia (1961), de Miguel de Cervantes - Divinas palabras (1961) de Valle-Inclán - En Flandes se ha puesto el sol (1961), de Eduardo Marquina - Fuenteovejuna (1962), de Lope de Vega - El cardenal de España (1962), de Henry de Montherlant - La dama del alba (1962), de Alejandro Casona - El alcalde de Zalamea (1962), de Calderón de la Barca | - Deseo bajo los olmos (1963), de Eugene O'Neill - El pagador de promesas (1963), de Bernardo Santareno - El pensamiento (1963), de Leonidas Andreyev - Los árboles mueren de pie (1963/64), de Alejandro Casona - Una estatua para las palomas (1964), de Ángel Escarzaga - Pigmalion (1965), de Bernard Shaw - ¿Quién quiere una copla del Arcipreste de Hita? (1965), de José Martín Recuerda - Los siete infantes de Lara (1966), de Lope de Vega - Águila de blasón (1966), de Valle-Inclán - Después de la caída (1966), de Arthur Miller - Madre Coraje y sus hijos (1966) de Brecht - Seis personajes en busca de autor (1967), de Luigi Pirandello - A puerta cerrada (1967), de Jean Paul Sartre - La puta respetuosa (1967), de Jean Paul Sartre - El castigo sin venganza (1968), de Lope de Vega - Cara de plata (1968), de Valle-Inclán - El rehén (1968), de Brendam Behan - Todos eran mis hijos (1968), de Arthur Miller - Tartufo (1968), de Moliere - La casa de las chivas (1968), de Jaime Salom - El amante y La colección (1969), de Harold Pinter - El malentendido (1969), de Albert Camus - Todo en el jardín (1970), de Edward Albee - La vida en un hilo (1972), de Edgar Neville - Los secuestrados de Altona (1972), de Jean-Paul Sartre - Usted también podrá disfrutar de ella (1973), de Ana Diosdado - Que absurda es la gente absurda (1975), de Alan Ayckbourn - Una vez al año (1976) de Bernard Slade - Equus (1977), de Peter Shaffer - Violines y trompetas (1980), de Santiago Moncada - El apagón (1981), de Peter Shaffer - Yo me bajo en la próxima, ¿y usted? (1982), de Adolfo Marsillach - Sálvese quien pueda (1984), de Ray Cooney - Lutero o la libertad esclava (1987), de María Manuela Reina - Julio César (1988), de William Shakespeare - Llama un inspector (1994), de J.B. Priestley - Pantaleón y las visitadoras (1996), de Mario Vargas Llosa - La balada de los tres inocentes (1998), de Pedro María Herrero - Top dogs (2000), de Urs Widmer - Última batalla en el Pardo (2001), de José María Rodríguez Méndez - Wit (2004), de Margaret Edson - La Rositeta (2008), de Carme Capdet - El último vals (2008), de Louis Aragón |

## Premios y nominaciones
Premios Goya
| Año  | Categoría                                   | Película                  | Resultado |
| ---- | ------------------------------------------- | ------------------------- | --------- |
| 1989 | Mejor interpretación masculina de reparto   | La noche oscura           | Candidato |
| 1991 | Mejor interpretación masculina protagonista | Don Juan en los infiernos | Ganador   |
| 2005 | Mejor interpretación masculina de reparto   | Otros días vendrán        | Candidato |

Premios Sant Jordi
| Año  | Categoría              | Película                  | Resultado |
| ---- | ---------------------- | ------------------------- | --------- |
| 1991 | Mejor actor español    | Don Juan en los infiernos | Ganador   |
| 2008 | Premio especial de RNE | Premio especial de RNE    | Ganador   |

Fotogramas de Plata
| Año  | Categoría           | Película                                                                | Resultado     |
| ---- | ------------------- | ----------------------------------------------------------------------- | ------------- |
| 1991 | Mejor actor de cine | Don Juan en los infiernos Martes de Carnaval ¿Qué te juegas, Mari Pili? | Ganador       |
| 1993 | Mejor actor de cine | La fiebre del oro                                                       | Semifinalista |

Medallas del Círculo de Escritores Cinematográficos
| Año  | Categoría              | Película           | Resultado |
| ---- | ---------------------- | ------------------ | --------- |
| 2005 | Mejor actor secundario | Otros días vendrán | Nominado  |
| 2008 | Medalla de honor       | Medalla de honor   | Ganador   |

TP de Oro
| Año  | Categoría            | Película            | Resultado |
| ---- | -------------------- | ------------------- | --------- |
| 1976 | Mejor actor nacional | La saga de los Rius | Ganador   |

Premios de la Unión de Actores
| Año  | Categoría                      | Película           | Resultado |
| ---- | ------------------------------ | ------------------ | --------- |
| 2005 | Mejor actor de reparto de cine | Otros días vendrán | Candidato |

Otros premios
- 1991: Premio de la Asamblea de Directores, Realizadores Cinematográficos y Audiovisuales Españoles (Premio ADIRCAE) por Don Juan en los infiernos.
- 1990: Premio de Cinematografía de la Generalidad de Cataluña por La punyalada.
- Premio Ondas 1967: Mejor actor de TVE (Nacionales televisión).

Premios por su trayectoria
- 2012: Premio honorífico del Festival Nacional de Cortometrajes de Boadilla del Monte.
- 2011: Premios Actúa otorgado por la Fundación AISGE.
- 2009: Premio Ercilla de Honor.
- 2009: Premio María Honorífica del Festival de Cine de Sitges.
- 2008: Premios Telón Chivas de las Artes Escénicas.
- 2007: Premio de Honor del Festival Europeo de Telefilms ZOOM.
- El 7 de diciembre de 2007, el Consejo de Ministros de España le concedió la Medalla al Mérito en el Trabajo.
- 2003: Camaleón de Honor del IV Festival de cine y televisión de Islantilla.
- 2002: Premio "Una vida de cine" Ciudad de Benalmádena del Festival Internacional de Cortometrajes y Cine Alternativo de Benalmádena.
- 1997: Medalla de Oro al Mérito en las Bellas Artes.
- Premio de la Asociación de Amigos del Teatro de Valladolid.